# ARICNS
ARICNS (ARI Database for Nearby Stars) — астрономічна база даних найближчих до Сонця зірок інституту в Гейдельберзі (ARI). Вона ґрунтується на двох джерелах: на роботі астрономів Вільгельма Ґлізе і Гартмута Ярайса «Preliminary Version of the Third Catalogue of Nearby Stars» і на каталозі Hipparcos. База даних двічі публікувалася — у 1957 (CNS1) та 1969 (CNS2) рр. Також вийшла електронна версія на компакт-диску (CNS3) у 1991 році. Четвертий каталог (CNS4) було опубліковано в электронному вигляді, він поповнюється. На цей час існує онлайн-версія бази даних.